# Mazerolles (Landes)
Mazerolles è un comune francese di 732 abitanti situato nel dipartimento delle Landes nella regione della Nuova Aquitania.

## Società

### Evoluzione demografica
Abitanti censiti